# طاهر وايتهيد
طاهر وايتهيد (بالإنجليزية: Tahir Whitehead)‏ هو لاعب كرة قدم أمريكية أمريكي، ولد في 2 أبريل 1990 في جيرسي سيتي في الولايات المتحدة.

## وصلات خارجية
- طاهر وايتهيد على موقع مرجع كرة القدم المحترفة.كوم (الإنجليزية)